# Ponte dell'Europa
Il Ponte dell'Europa (Pont de l'Europe in francese, Europabrücke in tedesco) è un ponte carrabile in cemento armato che attraversa il fiume Reno, collegando la città francese di Strasburgo e la città tedesca di Kehl.

## Storia

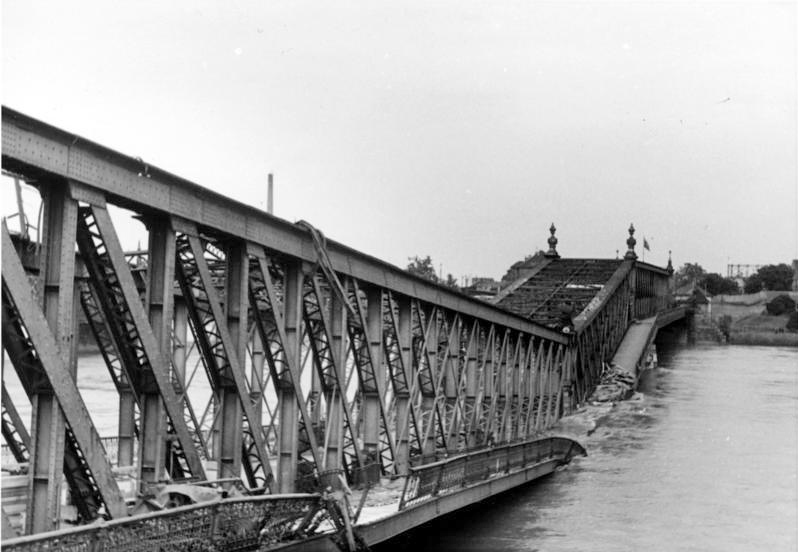
Il ponte distrutto agli inizi del 1940

Già a partire dal 1388 esisteva presso Strasburgo un ponte chiamato Langenbruck che attraversava il fiume Reno. Distrutto e ricostruito più volte, durante il medioevo questo ponte era l'unico attraversamento del Reno tra Basilea e Colonia, rendendo Strasburgo una località strategica.
Il primo ponte stradale moderno tra Strasburgo e Kehl fu costruito tra il 1895 e il 1897 poco a monte della posizione del ponte ferroviario che era stato realizzato nel 1861 e che è stato recentemente sostituito dal nuovo ponte ferroviario. Il ponte stradale era costituito da una struttura reticolare in acciaio poggiante su quattro piloni in muratura e raggiungeva una lunghezza complessiva di circa 235 metri. Sul piano stradale oltre ai veicoli transitava anche una linea tramviaria.
Al termine della prima guerra mondiale, in seguito al trattato di Versailles, il ponte divenne competenza della Francia per tutta la sua lunghezza. Pochi anni dopo, il 15 agosto 1920, fu chiusa la linea di tram che lo attraversava.
Il 12 ottobre 1939, durante la seconda guerra mondiale, le truppe francesi minarono il pilastro occidentale del ponte facendo collassare la struttura. Nel maggio successivo i soldati tedeschi costruirono un ponte provvisorio, che fu sostituito ad ottobre 1940 da un ponte in legno di 324 metri di lunghezza. Tra il 22 e il 27 novembre le truppe tedesche fecero saltare due dei piloni del ponte e diedero fuoco alle strutture in legno, distruggendolo completamente.
Nell'aprile 1945 unità francesi costruirono un ponte galleggiante di emergenza, che fu sostituito il 7 ottobre 1946 da un nuovo ponte il legno. Ben presto però la nuova struttura, che era stata realizzata con legno fresco non trattato, iniziò a mostrare evidenti segni di danneggiamento rendendo necessaria la costruzione di un nuovo ponte più resistente. Un nuovo ponte temporaneo, eretto sulle fondamenta del vecchio ponte stradale, fu aperto al traffico il 12 luglio 1951, e nel frattempo Francia e Germania siglarono un accordo per la costruzione di un nuovo ponte stradale definitivo situato alcune decine di metri verso valle.
I lavori del nuovo ponte iniziarono nel 1958 con la realizzazione delle fondazioni e nella primavera del 1959 iniziò la costruzione della struttura superiore. Il ponte fu inaugurato il 23 settembre 1960 con il nome di Ponte dell'Europa, a testimoniare il desiderio di riconciliazione tra Francia e Germania.

## Descrizione

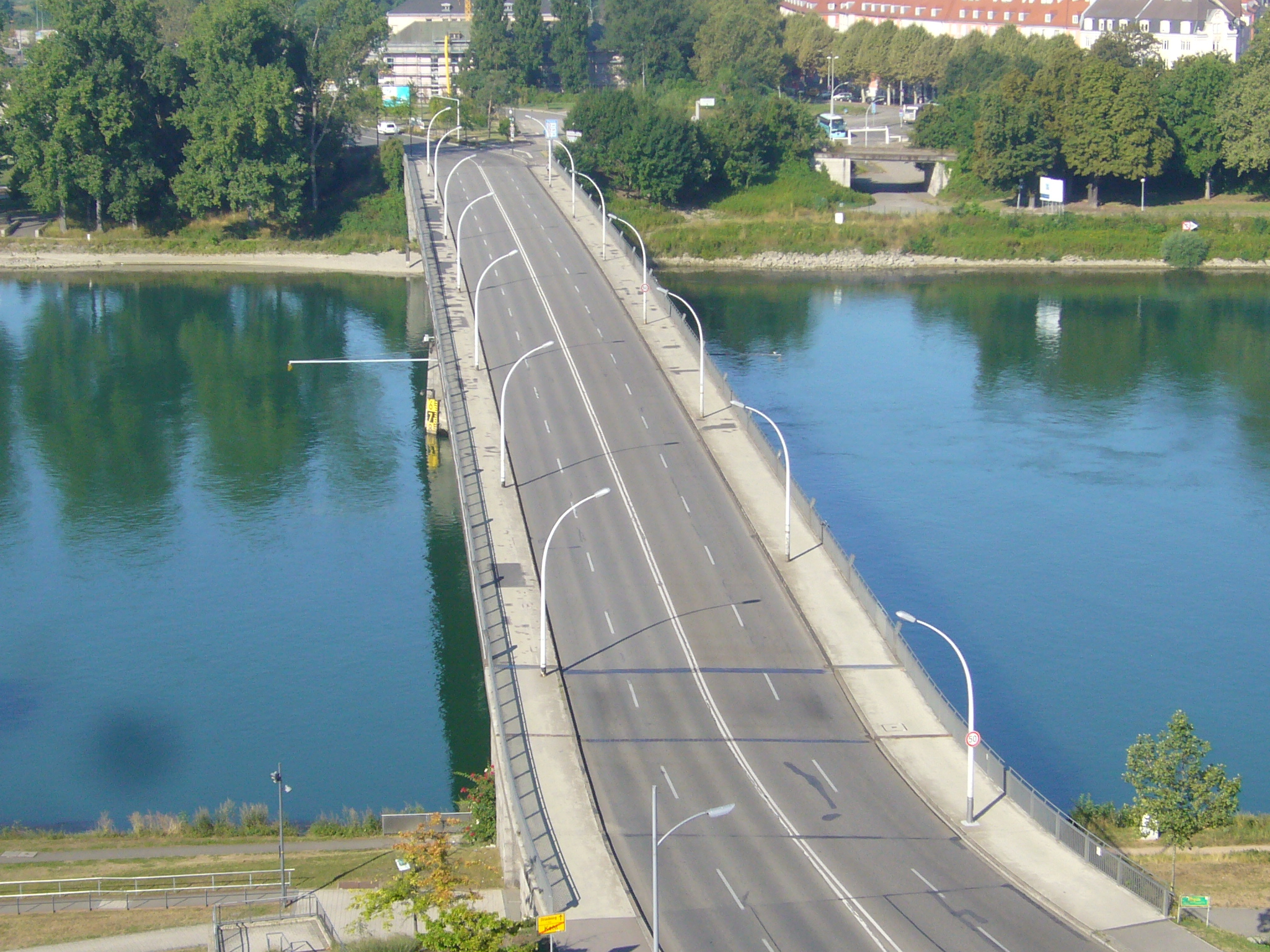
Il Ponte dell'Europa

Il ponte è formato da due grandi travi in acciaio di circa 3 metri di spessore che poggiano su tre piloni in cemento armato, uno situato al centro del fiume e gli altri due in corrispondenza delle sponde. La struttura è costituita pertanto due campate di 122,7 metri ciascuna, per una lunghezza totale di 245,4 metri. L'impalcato, di 18,5 metri di larghezza complessiva, è costituito da quattro corsie disposte su due carreggiate per i due opposti sensi di marcia. Sul lato esterno delle carreggiate si trovano due marciapiedi che permettono il passaggio di pedoni e ciclisti.
Il Ponte dell'Europa è l'unico ponte di collegamento tra Strasburgo e Kehl destinato al traffico veicolare. Poco a monte di esso si trovano il Ponte Beatus-Rhenanus, inaugurato nel 2017 e riservato ai tram, ed un ponte ferroviario di recente ristrutturato e riaperto al transito nel 2010. Alcune centinaia di metri verso valle, in corrispondenza dei Giardini delle Due Rive, si trova invece la Passerella delle Due Rive, realizzata nel 2004 per il transito di pedoni e ciclisti. 

Uno studio sul traffico risalente al 2003 ha stimato che il ponte è attraversato da una media di 31 014 veicoli al giorno.